# Hans Hollein
Hans Hollein (30. března 1934 Vídeň – 24. dubna 2014 tamtéž) byl rakouský designér a architekt, klíčová osobnost evropské architektury postmodernismu.  
V letech 1956-1960 vystudoval Akademii výtvarných umění ve Vídni, další rok studoval  na Kalifornské univerzitě v Berkeley a seznamoval se s klasiky moderní architektury (Frank Lloyd Wright, Mies van der Rohe, Richard Neutra, ad.). Po návratu do Vídně v roce 1964 si založil vlastní ateliér, začínal návrhy na adaptace vídeňských obchodů. Během 90. let 20. století a prvního desetiletí 21. století ovládl Vídeň projekty dominantních veřejných budov. Vyučoval také na několika univerzitách.
Pracoval také pro několik ateliérů ve Švédsku a USA,
Roku 1985 získal Pritzkerovu cenu.   

## Dílo
- Obchod se svíčkami Retti Vídeň, (1964)
- Galerie Feigen, New York, 1967–69
- Haas-Haus, Vídeň (1985-1990)
- Muzeum moderního umění, Frankfurt nad Mohanem (1991)
- Zentrum für Kunst und Medien, Karlsruhe (2001)
- Dostavba galerie Albertina (křídlo Soravia); 2001-2003
- Palác arcivévody Albrechta,  Vídeň – plovoucí střecha (2003)
- Generali Media Tower, Donaukanal, Vídeň
- Saturn Tower, Donau City, Vídeň (2004)
- Hotel Hilton, Vídeň, Vídeň (2004-2008)

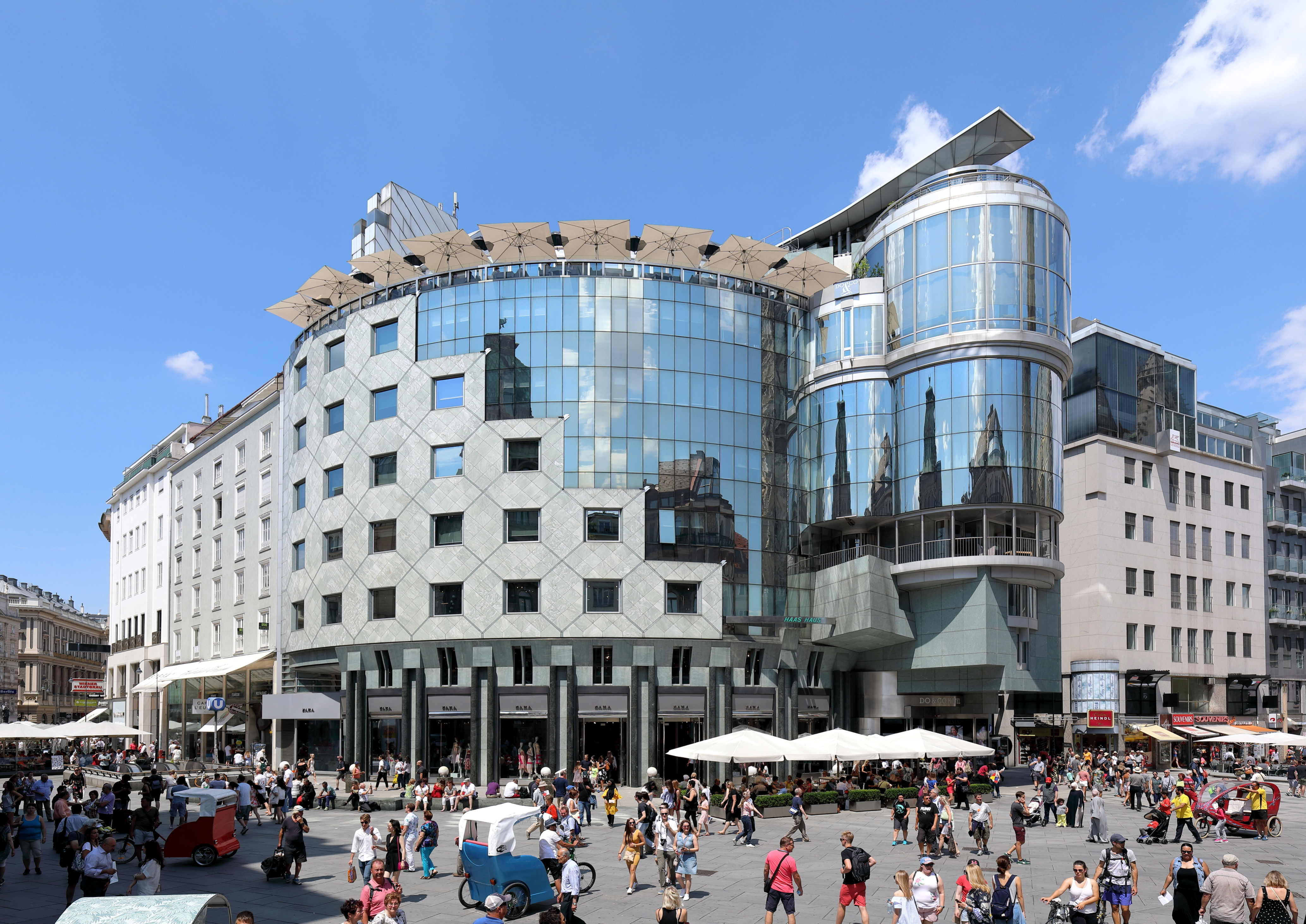
Haas-Haus, Vídeň
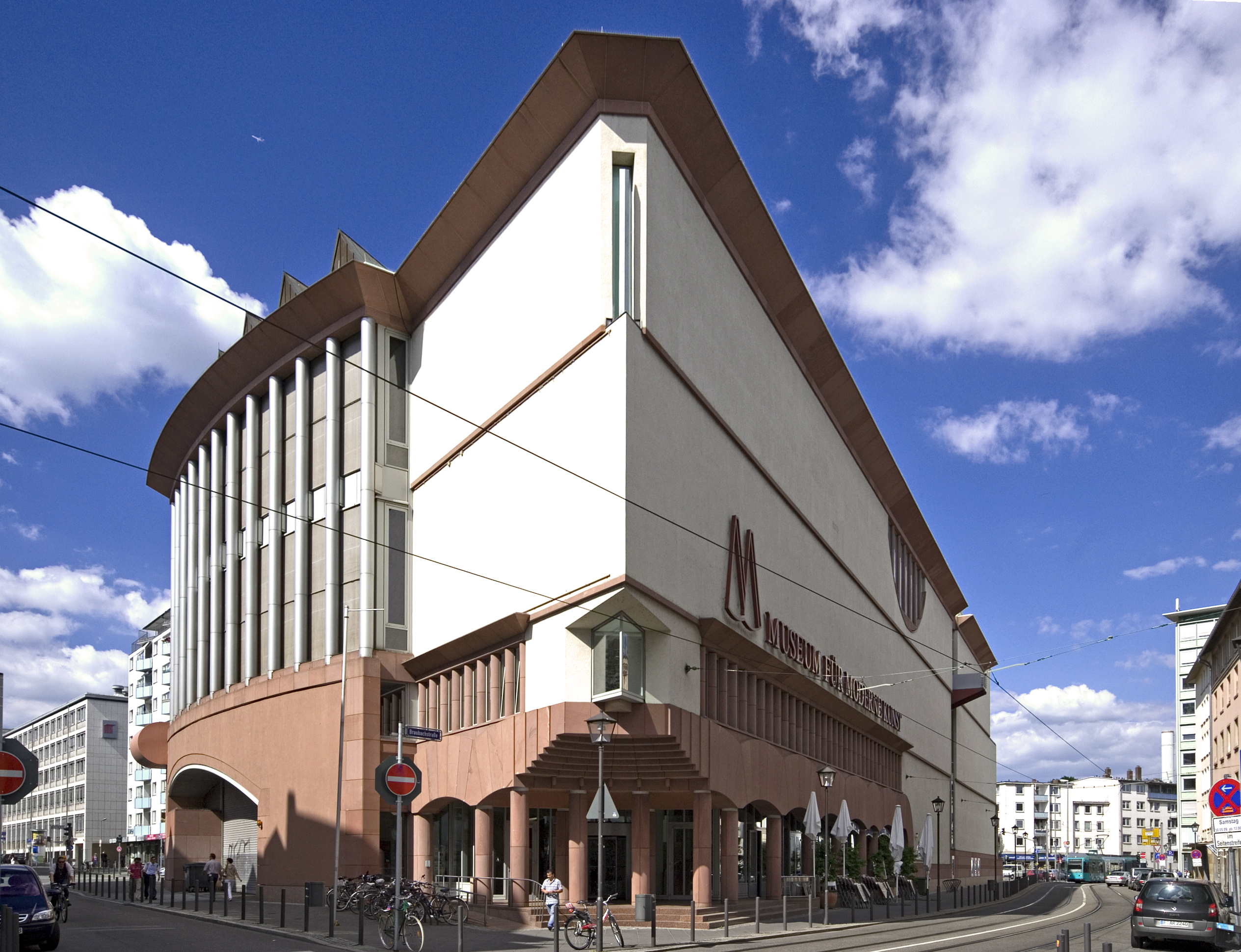
Muzeum moderního umění, Frankfurt nad Mohanem
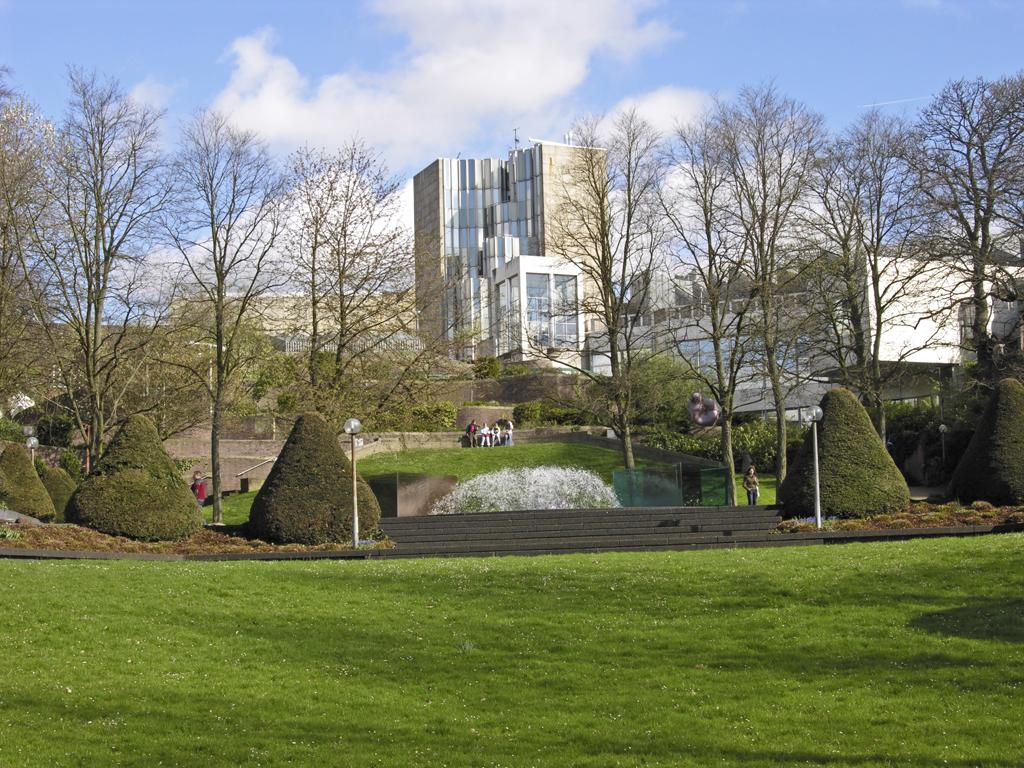
Museum Abteiberg, Mönchengladbach
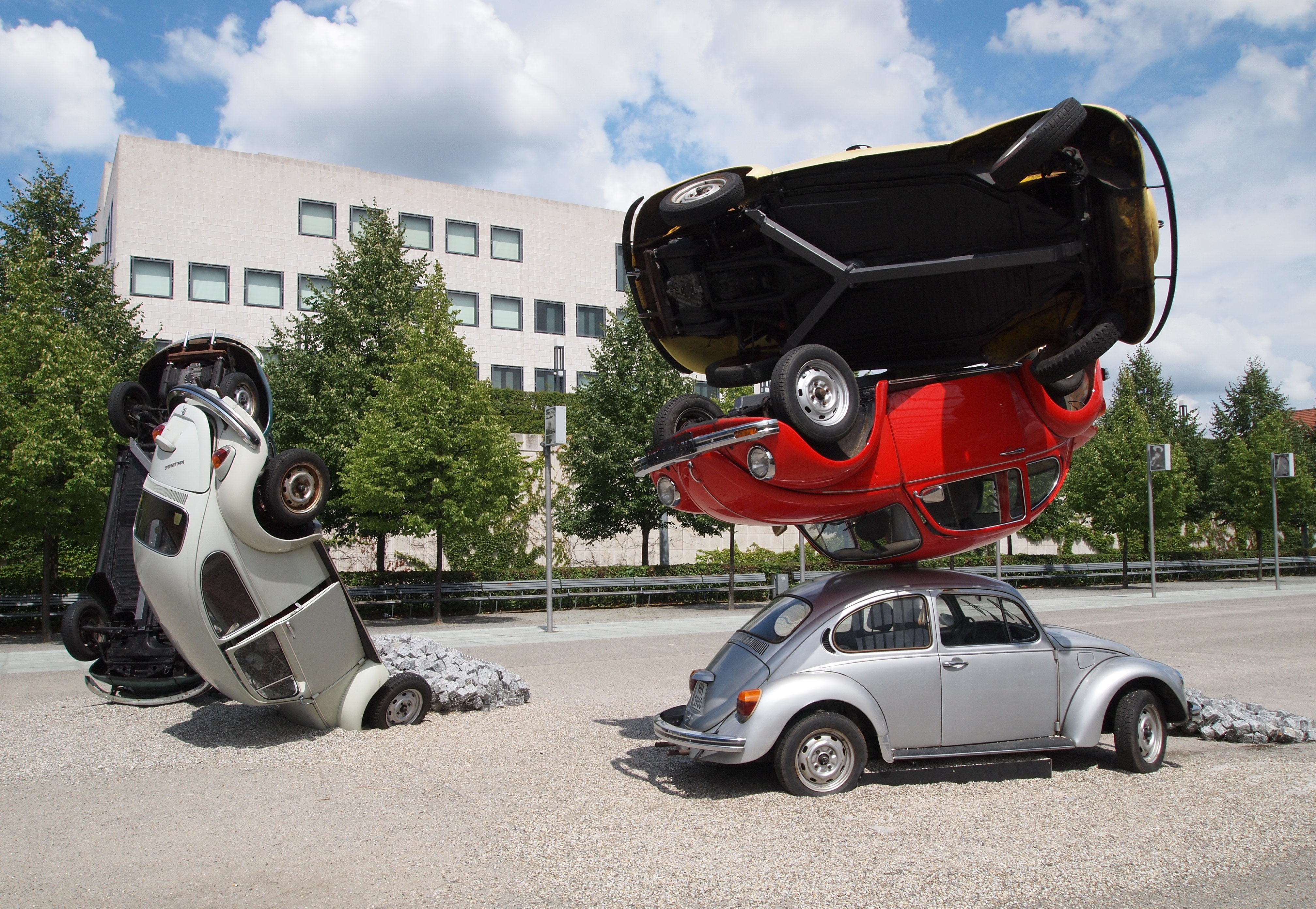
Zentrum für Kunst und Medien, Karlsruhe
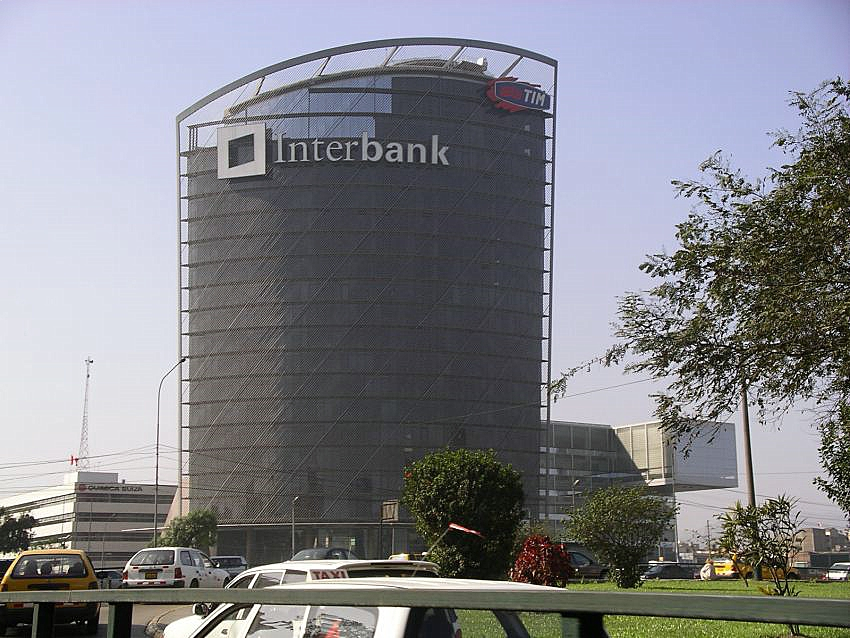
Sídlo Interbank, Lima